# Компресія звуку
Компре́сія звуку (англ. Dynamic range compression) — це процес зменшення (стиснення) динамічного діапазону звукового сигналу. Компресія застосовується у звукозапису, підготовці фонограм, концертному відтворенні музики тощо. Пристрій, що здійснює компресію називається компре́сором (англ. compressor).

## Призначення

Відношення між рівнем вхідного сигналу (Input level), вихідного сигналу (Output level), та величиною компресії (gain reduction)

Різниця динамічного рівня між найтихішими та найгучнішими звуками зменшують для комфортності прослуховування у звичайних умовах. Звичайно наше вухо сприймає тихі звуки в тихому середовищі, однак не сприймає у шумному. Наприклад, в автомобілі оточуючий шум може заглушити тихі звуки. Загальне ж підсилення динаміки зробить гучні звуки занадто голосними. Компресія звуку вирішує цю проблему, роблячи гучні та тихі звуки комфортними для слухання.

## Основні параметри
- Поріг (англ. Threshold). Визначає рівень, при досягненні якого компресор почне обробляти сигнал. Цей параметр задається в децибелах нижче пікового значення. Тобто значення порога −4 дб позначає, що компресор буде обробляти сигнал, якщо рівень цього сигналу на 4 дб менше відкаліброваного значення, що становить 0 дб. У цифрових системах 0 дб — це найвищий рівень сигналу.

- Відношення (англ. Ratio). Цей параметр визначає, як компресор впливає на сигнал. Наприклад, відношення 2:1 означає, що якщо сигнал перевищить поріг, то рівень цього сигналу повинен бути зменшений удвічі. Якщо рівень сигналу перевершує заданий на 1 дб, то після компресії, він буде перевищувати поріг тільки на 0,5 дб.

- Атака (англ. Attack). Значення цього параметра визначає, як швидко компресор почне обробляти сигнал. Значення задається в мілісекундах, і чим різкіше атака інструмента, тим воно повинне бути менше.

- Затухання (англ. Release). Цей параметр задає тривалість обробки сигналу після його початку. Як і атака, загасання задається в мілісекундах. При боротьбі зі сплесками звичайно встановлюється мале значення, тому що сплески відбуваються переважно на початку ноти.

- Підсилення (англ. Gain). За допомогою цього параметра задають рівень сигналу на виході компресора. Значення задається в децибелах. Оскільки компресор, як правило, зменшує загальний рівень сигналу, то за допомогою цього параметра можна відновити його до початкового.

- Жорстка або м'яка компресія (англ. Hard knee, soft knee). Більшість компресорів дозволяє вибирати режим обробки звуків, що перевищують установлений рівень порога. При твердому режимі перевищуючий рівень звуку стискується в постійному відношенні, що задано відповідним параметром (Ratio). Наприклад, якщо для параметра Ratio установлене значення 4:1, то інтенсивність будь-якого звуку, що перевищив поріг, буде зменшена в 4 рази. Твердий режим застосовується при записі таких інструментів, як барабан, коли потрібно негайно обробити будь-який сплеск. Навпроти, м'який режим здійснює стискання зі змінним коефіцієнтом, значення якого залежить від того, наскільки звук перевищив встановлений поріг. Компресор поступово збільшує значення коефіцієнта стиску в міру того, як гучність звуку зростає. Такий режим використається при запису інструментів з повільною атакою, особливо при записі вокалу.

- Співвідношення або мікс (англ. Mix) Змішування необробленого компресором вхідного сигналу з вже обробленим сигналом, використовується для паралельної компресії без використання додаткових шин чи пристроїв.

## Багатосмуговий компресор
Багатосмуговий компресор (англ. Multiband compressors) — це компресор, що може обробляти різні частотні смуги, на кожну з яких можна довільно задавати параметри відношення, атаки і затухання. Такий компресор застосовуються, перш за все, при майстергингу, однак доцільне їх включення і в музичні центри. Апаратні багатосмугові компресори використовуються також у радіотрансляціях. Це робиться для підвищення гучності з уникненням перемодуляції. Гучніший звук має комерційну перевагу, однак, застосування багатосмугового компресору на радіо вимагає доброго слуху і почуття стилю. Це пов'язано з тим, що застосування багатосмугового компресору змінює баланс різних частотних смуг аудіосигналу.

## Сайдчейн

The sidechain of a feed-forward compressor

Компресор із сайдчейном (англ. Side-chaining) підсилює вихідний сигнал в залежності від сигналу, що надходить від стороннього треку Технологію винайдено американською компанією Eventide у 1974 році. Ефект використовується діджеями для автоматичного зниження гуності під час розмови — мікрофон діджея маршрутизовано як вхідний сигнал для сайдчейн-компресора, таким чином, що коли діджей говорить, компресор автоматично знижує гучність музики. Сайдчейн разом з еквалайзером може використовуватись для зменшення гучності сигналу у певній смузі частот: наприклад працювати як de-esser, зменшуючи рівень сибілянтів на частоті 6–9 кГц.

## Різновиди пристроїв динамічної обробки звукового сигналу
Різновидами компресорів є лімітер, експандер та гейт.
Лімітер (англ. limiter) — компресор з параметром відношення ∞:1. При перевищенні вхідним сигналом номінального рівня — на виході рівень сигналу має постійне значення, близьке до номінального. Якщо вхідний рівень сигналу не перевищує номінального значення, то пристрій працює як звичайний лінійний підсилювач, згідно з установками (іншими словами лімитер не дозволяє сигналу перевищувати задане в установках значення).
Експандер (англ. expander) протилежний компресору пристрій, розширює динамічний діапазон аудіосигналу.
Гейт (англ. gate) відкидає, відрізає сигнал на виході, якщо його рівень на вході нижчий вказаного значення.